# Coussapoa ovalifolia
Coussapoa ovalifolia är en nässelväxtart som beskrevs av Trec.. Coussapoa ovalifolia ingår i släktet Coussapoa och familjen nässelväxter. Inga underarter finns listade i Catalogue of Life.